# 野沢駅
野沢駅（のざわえき）は、福島県耶麻郡西会津町野沢にある、東日本旅客鉄道（JR東日本）磐越西線の駅である。

## 歴史
かつては毎年6月に行われる大山祇神社例大祭の団体輸送において、期間中の毎日、臨時列車（通称：大山臨、野沢臨）を1 - 2本受け入れるなど、活況を呈していたが、磐越自動車道開通により観光バス利用の参詣者が増加したため臨時列車の設定本数は漸減。近年、大山臨（野沢臨）の設定はほとんどない。

### 年表
- 1913年（大正2年）8月1日：鉄道院岩越線・山都駅 - 当駅間開業の際に開設[3]。
- 1914年（大正3年）11月1日：岩越線・当駅 - 津川駅間が開業し、現在の磐越西線が全線開通[3]。
- 1977年（昭和52年）4月8日：貨物の取り扱いを廃止[4]。
- 1985年（昭和60年）3月14日：荷物の扱いを廃止[4]。
- 1987年（昭和62年）4月1日：国鉄分割民営化により、JR東日本の駅となる[4][5]。
- 1991年（平成3年）7月1日：無人駅となる[6]。

## 駅構造
島式ホーム1面2線（1・2番線）と単式ホーム1面1線（3番線）、合計2面3線のホームを持つ地上駅である。駅舎（南側）と島式ホームは跨線橋で、島式ホームと単式ホームは会津若松方の構内踏切で連絡している。
新津駅管理の、西会津町が受託する簡易委託駅である。駅舎内には切符売り場や乗車駅証明書発行機のほか、トイレ（水洗式）、自動販売機などがある。待合室内には磐越西線の四季の列車写真が愛好者より寄贈され、常時展示をしている。新津運輸区管理の乗務員宿泊所がある（夜間滞泊が2本設定されている）。

### のりば
| 番線 | 路線      | 方向 | 行先           | 備考     |
| ---- | --------- | ---- | -------------- | -------- |
| 1    | ■磐越西線 | 下り | 新津・新潟方面 |          |
| 2    | ■磐越西線 | 上り | 会津若松方面   |          |
| 3    | ■磐越西線 | 下り | 新津・新潟方面 | 当駅始発 |
| 3    | ■磐越西線 | 上り | 会津若松方面   | 当駅始発 |

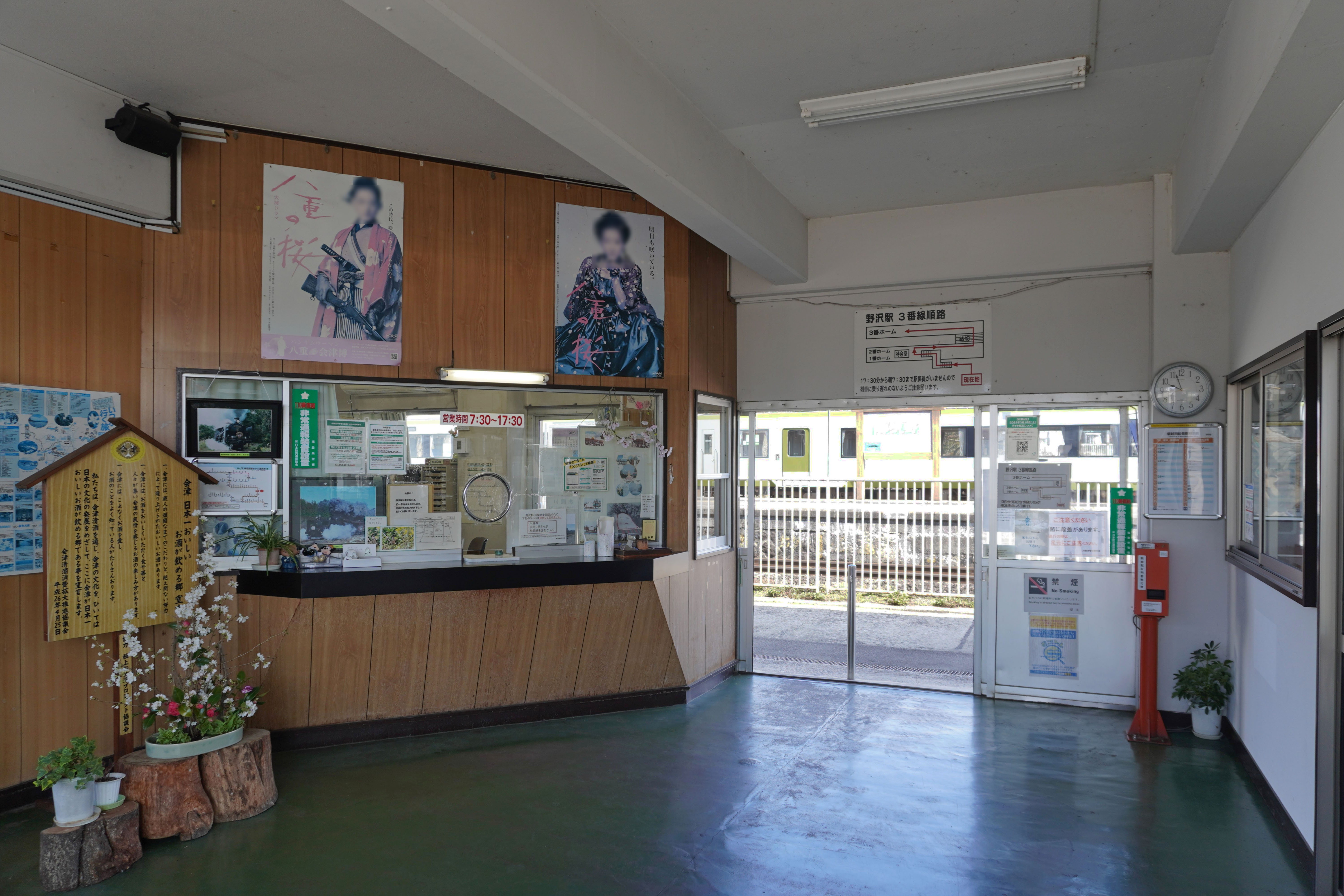
改札口と切符売り場（2023年4月）
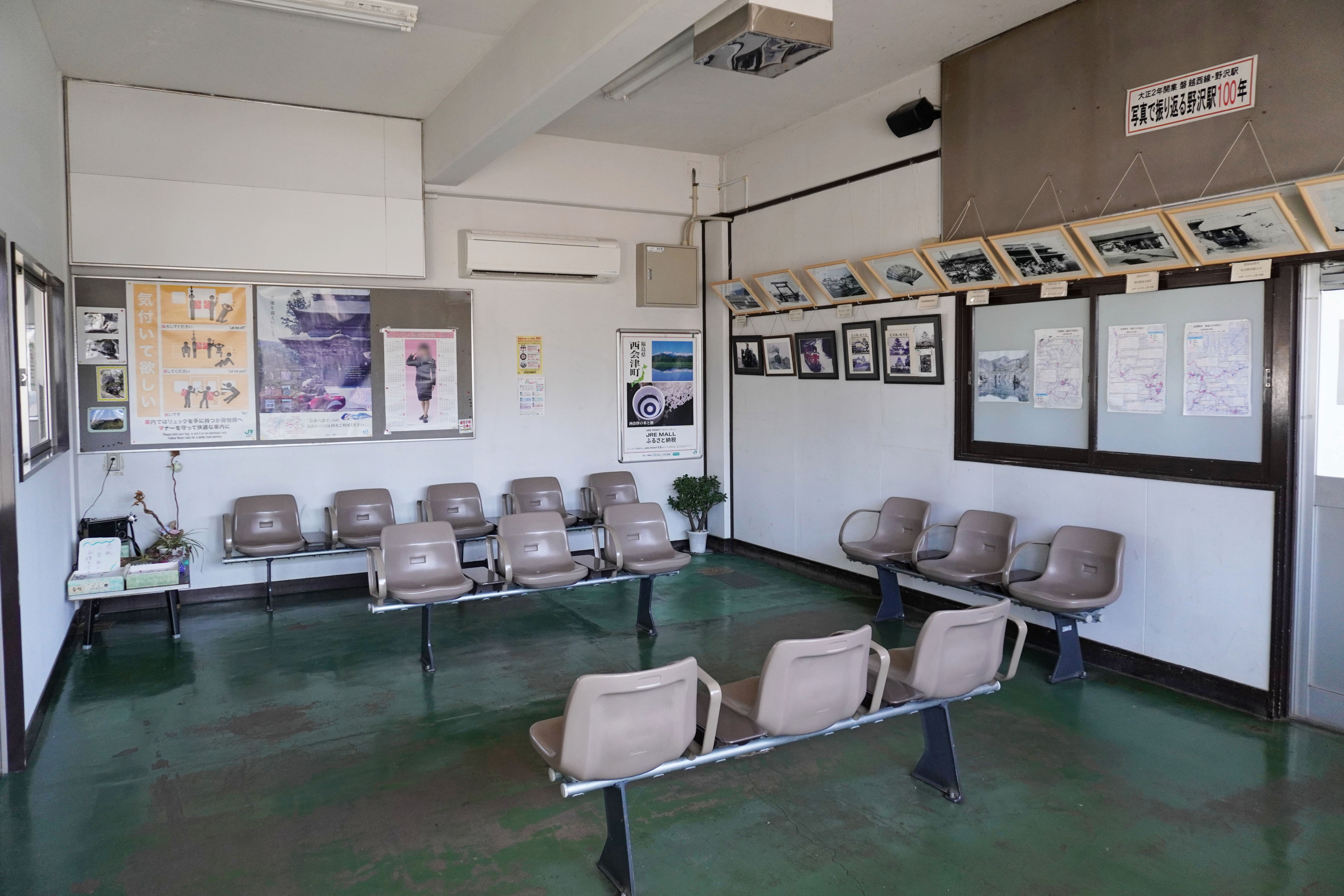
待合室（2023年4月）
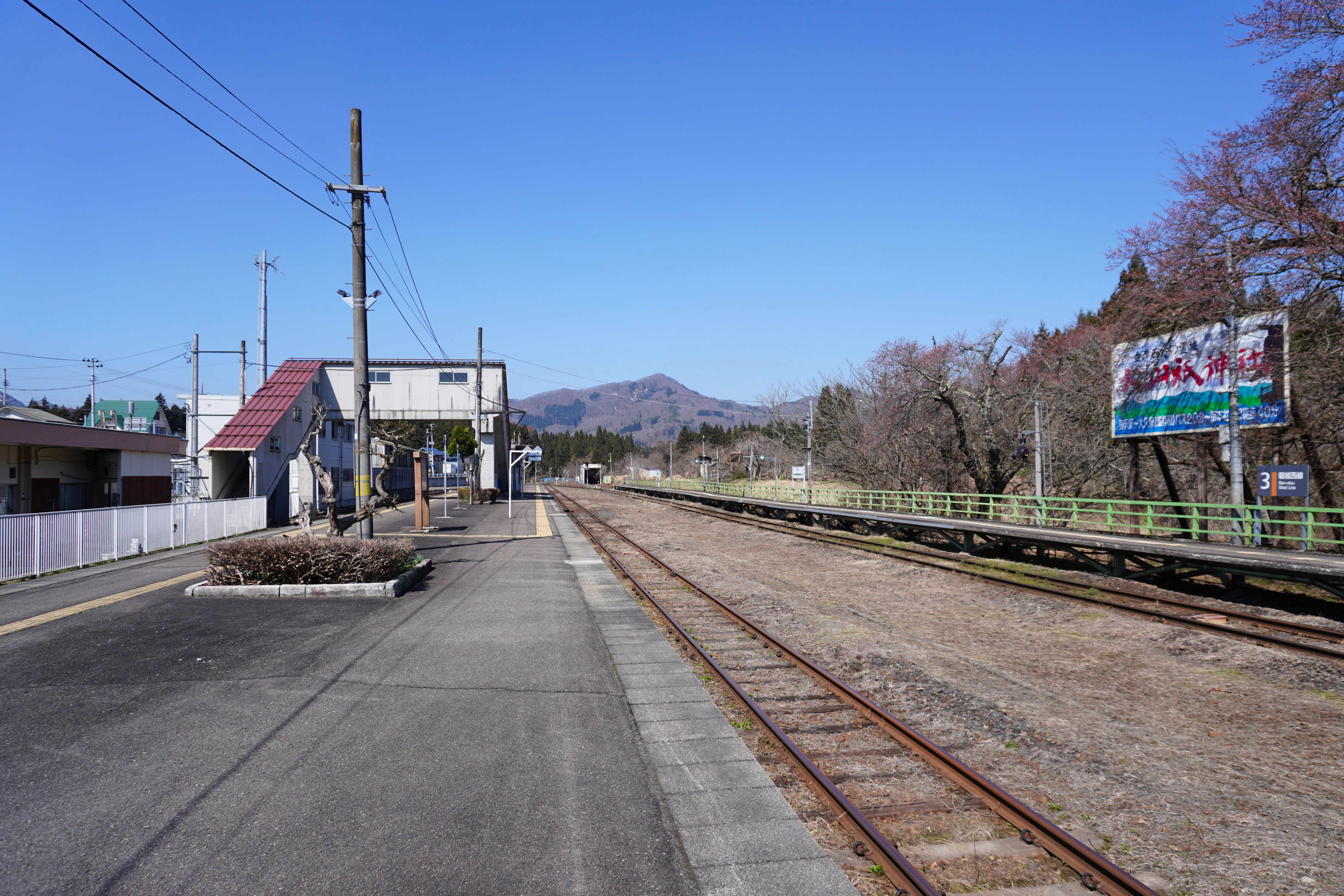
ホーム（2023年4月）
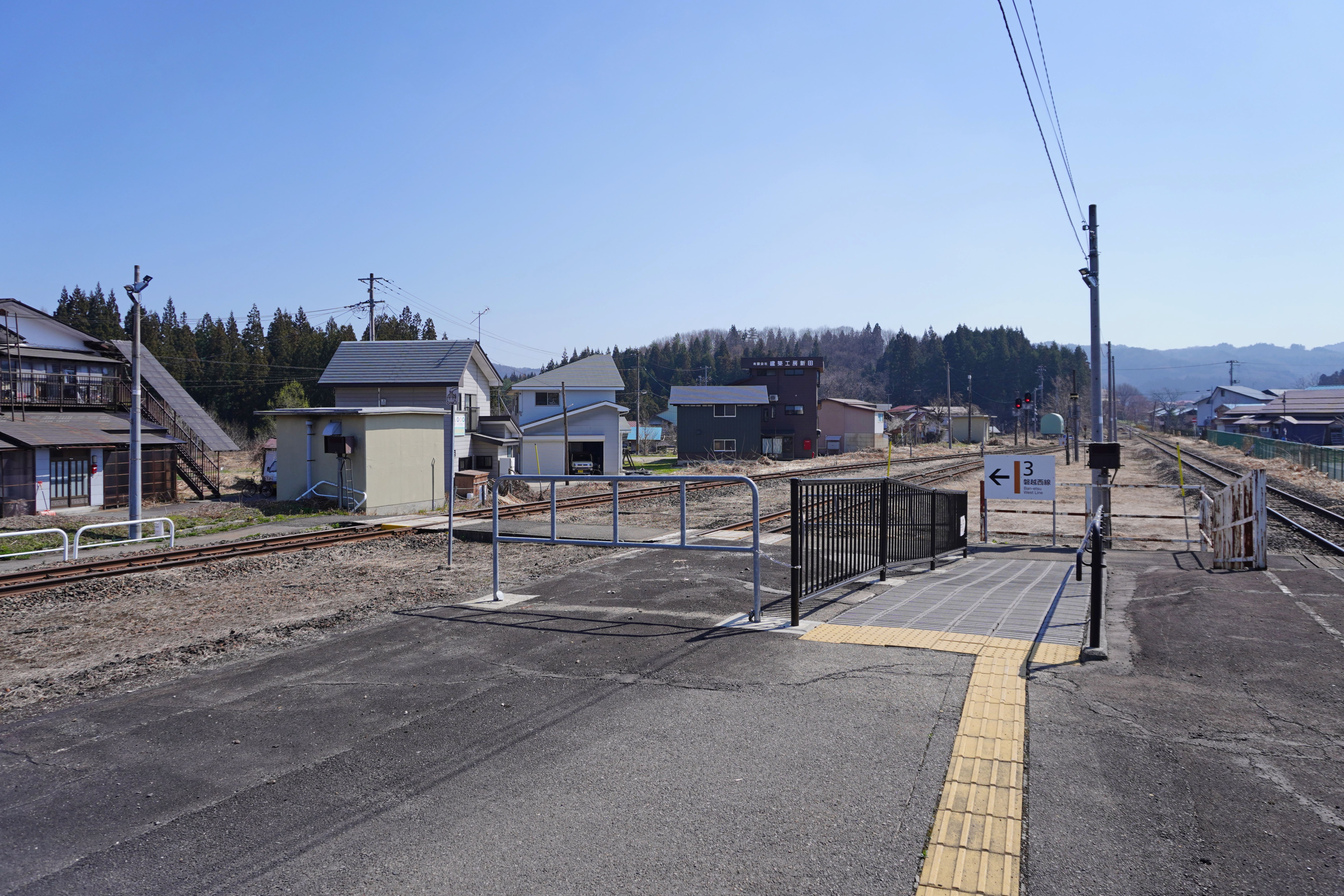
構内踏切（2023年4月）

## 利用状況
JR東日本によると、2022年度（令和5年度）の1日平均乗車人員は85人である。
2000年度（平成12年度）以降の推移は以下のとおりである。
| 1日平均乗車人員推移 | 1日平均乗車人員推移 | 1日平均乗車人員推移 | 1日平均乗車人員推移 | 1日平均乗車人員推移 |
| 年度                | 定期外              | 定期                | 合計                | 出典                |
| ------------------- | ------------------- | ------------------- | ------------------- | ------------------- |
| 2000年（平成12年）  |                     |                     | 287                 | [ 利用客数 2 ]      |
| 2001年（平成13年）  |                     |                     | 251                 | [ 利用客数 3 ]      |
| 2002年（平成14年）  |                     |                     | 239                 | [ 利用客数 4 ]      |
| 2003年（平成15年）  |                     |                     | 251                 | [ 利用客数 5 ]      |
| 2004年（平成16年）  |                     |                     | 252                 | [ 利用客数 6 ]      |
| 2005年（平成17年）  |                     |                     | 244                 | [ 利用客数 7 ]      |
| 2006年（平成18年）  |                     |                     | 218                 | [ 利用客数 8 ]      |
| 2007年（平成19年）  |                     |                     | 210                 | [ 利用客数 9 ]      |
| 2008年（平成20年）  |                     |                     | 221                 | [ 利用客数 10 ]     |
| 2009年（平成21年）  |                     |                     | 215                 | [ 利用客数 11 ]     |
| 2010年（平成22年）  |                     |                     | 191                 | [ 利用客数 12 ]     |
| 2011年（平成23年）  |                     |                     | 157                 | [ 利用客数 13 ]     |
| 2012年（平成24年）  | 34                  | 130                 | 165                 | [ 利用客数 14 ]     |
| 2013年（平成25年）  | 35                  | 155                 | 191                 | [ 利用客数 15 ]     |
| 2014年（平成26年）  | 30                  | 134                 | 165                 | [ 利用客数 16 ]     |
| 2015年（平成27年）  | 33                  | 138                 | 172                 | [ 利用客数 17 ]     |
| 2016年（平成28年）  | 31                  | 128                 | 159                 | [ 利用客数 18 ]     |
| 2017年（平成29年）  | 31                  | 125                 | 156                 | [ 利用客数 19 ]     |
| 2018年（平成30年）  | 27                  | 106                 | 133                 | [ 利用客数 20 ]     |
| 2019年（令和元年）  | 26                  | 95                  | 121                 | [ 利用客数 21 ]     |
| 2020年（令和02年）  | 17                  | 91                  | 108                 | [ 利用客数 22 ]     |
| 2021年（令和03年）  | 20                  | 69                  | 90                  | [ 利用客数 23 ]     |
| 2022年（令和04年）  | 14                  | 59                  | 73                  | [ 利用客数 24 ]     |
| 2023年（令和05年）  | 20                  | 65                  | 85                  | [ 利用客数 1 ]      |

## 駅周辺
当駅は西会津町の中心部に位置する。また、駅前の民宿で無料でレンタサイクルが可能。
- 西会津町役場
- 西会津町立野沢小学校
- 西会津町立西会津中学校
- 福島県立西会津高等学校
- 大山祇神社[2]
- 道の駅にしあいづ
- 福島県道339号大久保野沢停車場線
- 国道49号
- 磐越自動車道 西会津インターチェンジ・西会津パーキングエリア
- 野沢郵便局
- 芝草簡易郵便局
- 会津バス野沢営業所
- 如法寺 - 会津ころり三観音の1寺院。「鳥追観音」として知られる。境内にキ621、キ172が保存されている。駅より2.5キロメートル（西会津町民バス大久保線のバス停あり）。

### バス路線
- 西会津町民バス
- 会津乗合自動車
  - 会津若松駅前行き（高速バス）

## 隣の駅
東日本旅客鉄道（JR東日本）
■磐越西線
- 臨時快速「SLばんえつ物語」停車駅

■普通
尾登駅 - 野沢駅 - 上野尻駅

### 記事本文
1. 1 2 3  “駅の情報（野沢駅）：JR東日本”.   東日本旅客鉄道. 2024年11月16日閲覧。
2. 1 2 3 4 5 6  『週刊JR全駅・全車両基地』第50号、朝日新聞出版、2013年8月4日、25頁、2014年10月24日閲覧。
3. 1 2 3  歴史でめぐる鉄道全路線 国鉄・JR 6号、14頁
4. 1 2 3  石野哲（編）『停車場変遷大事典 国鉄・JR編 Ⅱ』（初版）JTB、1998年10月1日、518頁。ISBN 978-4-533-02980-6。
5. ↑  歴史でめぐる鉄道全路線 国鉄・JR 6号、17頁
6. ↑  「JR東日本新潟、五泉駅に営業所磐越西線を統括」『日本経済新聞』日本経済新聞社、1991年6月30日、地方経済面／新潟、22面。
7. 1 2 3 4  “JR東日本：駅構内図・バリアフリー情報（野沢駅）”.   東日本旅客鉄道. 2024年11月16日閲覧。

### 利用状況
1. 1 2  “各駅の乗車人員（2023年度）”.   東日本旅客鉄道. 2024年7月21日閲覧。
2. ↑  “各駅の乗車人員（2000年度）”.   東日本旅客鉄道. 2019年2月24日閲覧。
3. ↑  “各駅の乗車人員（2001年度）”.   東日本旅客鉄道. 2019年2月24日閲覧。
4. ↑  “各駅の乗車人員（2002年度）”.   東日本旅客鉄道. 2019年2月24日閲覧。
5. ↑  “各駅の乗車人員（2003年度）”.   東日本旅客鉄道. 2019年2月24日閲覧。
6. ↑  “各駅の乗車人員（2004年度）”.   東日本旅客鉄道. 2019年2月24日閲覧。
7. ↑  “各駅の乗車人員（2005年度）”.   東日本旅客鉄道. 2019年2月24日閲覧。
8. ↑  “各駅の乗車人員（2006年度）”.   東日本旅客鉄道. 2019年2月24日閲覧。
9. ↑  “各駅の乗車人員（2007年度）”.   東日本旅客鉄道. 2019年2月24日閲覧。
10. ↑  “各駅の乗車人員（2008年度）”.   東日本旅客鉄道. 2019年2月24日閲覧。
11. ↑  “各駅の乗車人員（2009年度）”.   東日本旅客鉄道. 2019年2月24日閲覧。
12. ↑  “各駅の乗車人員（2010年度）”.   東日本旅客鉄道. 2019年2月24日閲覧。
13. ↑  “各駅の乗車人員（2011年度）”.   東日本旅客鉄道. 2019年2月24日閲覧。
14. ↑  “各駅の乗車人員（2012年度）”.   東日本旅客鉄道. 2019年2月24日閲覧。
15. ↑  “各駅の乗車人員（2013年度）”.   東日本旅客鉄道. 2019年2月24日閲覧。
16. ↑  “各駅の乗車人員（2014年度）”.   東日本旅客鉄道. 2019年2月24日閲覧。
17. ↑  “各駅の乗車人員（2015年度）”.   東日本旅客鉄道. 2019年2月24日閲覧。
18. ↑  “各駅の乗車人員（2016年度）”.   東日本旅客鉄道. 2019年2月24日閲覧。
19. ↑  “各駅の乗車人員（2017年度）”.   東日本旅客鉄道. 2019年2月24日閲覧。
20. ↑  “各駅の乗車人員（2018年度）”.   東日本旅客鉄道. 2019年7月21日閲覧。
21. ↑  “各駅の乗車人員（2019年度）”.   東日本旅客鉄道. 2020年7月13日閲覧。
22. ↑  “各駅の乗車人員（2020年度）”.   東日本旅客鉄道. 2021年7月25日閲覧。
23. ↑  “各駅の乗車人員（2021年度）”.   東日本旅客鉄道. 2022年8月10日閲覧。
24. ↑  “各駅の乗車人員（2022年度）”.   東日本旅客鉄道. 2023年7月12日閲覧。